# آقای رودز
آقای رودز (انگلیسی: Mr. Rhodes) یک مجموعه کمدی موقعیت آمریکایی است که توسط جنیفر هیث، پیتر نوآ و مارک برزیل برای شبکه ان‌بی‌سی ساخته شده‌است. این مجموعه از ۲۸ سپتامبر ۱۹۹۶ تا ۱۰ مارس ۱۹۹۷ پخش شد و پس از یک فصل به پایان رسید.

## داستان
داستان این مجموعه درباره نویسنده‌ای به نام تام رودز است که کتابش مورد تحسین منتقدان قرار گرفت اما فروش بسیار کمی داشت. او برای تدریس به مدرسه‌‌ای که خودش در آن تحصیل می‌کرد، می‌رود و در آن‌جا او چهره‌های قدیمی را ملاقات می‌کند.

## بازیگران
- تام رودز در نقش تام رودز
- فارا فورک در نقش نیکی
- استیون توبولوسکی در نقش ری
- ران گلس در نقش رونالد
- جسیکا استون در نقش آماندا
- شان ویس در نقش جیک
- لیندسی اسلون در نقش زویی
- تراویس وستر در نقش ایتان
- جیسون دوهرینگ در نقش جرت
- جنسن اکلس در نقش مالکوم